# Мика Миш
«Мика Миш» (рус. Мышонок Микки) — журнал комиксов, выходивший в Белграде в 1936—1941 годах.
Первый выпуск вышел 21 марта 1936 года.
Владельцем и издателем журнала был один из самых известных довоенных издателей, русский эмигрант Александр Ефимович Ивкович. Журнал первоначально имел восемь страниц 21 × 29 см, число которых впоследствии увеличилось до 12. Печатался черно-белым, хотя были периоды, когда обложка и несколько страниц печатались в цвете. Изначально журнал назывался «Дечји стрип Мика Миш». В более поздний период, изменил название на «Мика Миш», ниже добавлялся слоган «Забавни лист у стрипу».
В начале, «Мика Миш» публиковался один раз в неделю (по субботам), а с 24-го номера стал выходить два раза в неделю, по вторникам и пятницам. Издание было одним из лучших юмористических журналов в Королевстве Югославия, в первую очередь потому, что он уважал желание читателей. Редакция периодически проводила измерения популярности отдельных комиксов. Интересно, что читатели предпочитали читать комиксы местных авторов, так как они в определенные периоды выходили в два раза чаще иностранных. Тем не менее, в целом, содержание было сбалансированным.
В журнале собрались первоклассные русские художники эмигранты: Николай Навоев, Юрий Лобачев, Константин Кузнецов, Сергей Соловьёв, Иван Шеншин, Александр Ранхнер и другие местные авторы.
Последний номер «Мика Миш» вышел 8 октября 1941 года.